# Euphaedra dargeana
Euphaedra dargeana is een vlinder uit de onderfamilie Limenitidinae van de familie Nymphalidae. De wetenschappelijke naam van de soort is voor het eerst geldig gepubliceerd in 1980 door Jacques Hecq.